# Mamma + Mamma
Pour plus de détails, voir Fiche technique et Distribution.
Mamma + Mamma est un film italien réalisé par Karole Di Tommaso, sorti en 2018.

## Synopsis
Un couple de lesbiennes qui veut avoir un enfant se débat avec la bureaucratie et les coûts des cliniques de fertilité.

## Fiche technique
- Titre : Mamma + Mamma
- Réalisation : Karole Di Tommaso
- Scénario : Karole Di Tommaso et Chiara Ridolfi
- Musique : Giulia Anania et Marta Venturini
- Photographie : Sara Purgatorio
- Montage : Martina Caggianelli
- Production : Angelo Barbagallo et Matilde Barbagallo
- Société de production : BiBi Film et Rai Cinema
- Pays :  Italie
- Genre : Biopic, comédie dramatique et romance
- Durée : 81 minutes
- Dates de sortie : 
  -  Italie : 22 octobre 2018 (Alice nella Città), 14 février 2019

## Distribution
- Linda Caridi : Karole
- Maria Roveran : Ali
- Andrea Tagliaferri : Andrea
- Silvia Gallerano : Olga
- Stefano Sabelli : Don Antonio
- Anna Bellato : Chiara
- Sanjay Kansa Banik : Tofail
- Alessandra Mola : la petite Olimpia
- Paola M'Bia : Wennichet
- Luca Di Giovanni : Dr. Balzano
- Fabio Giacobbe Doria : Marco
- Lilith Primavera : Elle-même

## Distinctions
Le film a été présenté en sélection officielle au festival international du film de Guadalajara. Le film a également reçu l'Iris Prize de la meilleure actrice pour Linda Caridi.